# Quinta Visión
Quinta Visión es un canal de televisión por suscripción chileno que transmite para la Región de Valparaíso exclusivamente a través del cableoperador VTR. Se ubica en el canal 9 para dicha región. Fue fundado en 2005.

## Eslóganes
- Tu realidad es nuestra imagen (2005-2018)[cita requerida]
- Tu voz local (2018-)[cita requerida]